# Travis Bickle
Travis Bickle é um personagem fictício do filme Taxi Driver, de 1976, estrelado pelo ator Robert De Niro. Ele é considerado um dos personagens mais simbólicos da história do cinema, e De Niro recebeu uma indicação ao Oscar por sua interpretação do personagem.

## Biografia
Bickle é um militar veterano e ex-fuzileiro naval dos Estados Unidos que serviu na Guerra do Vietnã (isso é apenas uma suposição, pois não há, no filme, momento algum em que se afirme tal fato). Vivendo em Nova York aos 26 anos e sofrendo de insônia e depressão, ele aceita trabalhar como taxista em tempo integral durante a noite para se ocupar. Em sua rota sempre estão os bairros mais perigosos, e seus clientes tendem a ser cafetões, viciados e ladrões. Travis então começa a pensar que as ruas precisam ser “limpas” de tal ”sujeira”, e em pouco tempo percebe-se que ele está tendo problemas com distúrbios de personalidade.
Betsy, mulher pela qual Bickle se apaixona, trabalha no escritório do senador e então candidato a presidência, Charles Palantine. Travis frequentemente começa a observá-la de seu táxi, até criar coragem para entrar no escritório a pretexto de apoiar o candidato. Os dois saem para tomar um café e ela concorda em sair com Travis novamente. Ele a leva a um cinema pornô que costuma frequentar, e ela, indignada, recusa-se a vê-lo novamente.
Depois de ser rejeitado pela mulher, Bickle se torna cada vez mais paranoico. Começa a alimentar fantasias, vendo-se como um vingador, e acaba comprando algumas armas, instalando-as em dispositivos e coldres disfarçados sob sua roupa. Preparando-se para uma guerra, inicia um intenso treinamento físico. Comparece a um dos comícios de Palantine com a intenção de atirar nele. No entanto, chama a atenção do serviço secreto pelo casaco militar, os óculos escuros e o corte de cabelo ao estilo moicano. Ao perceber a movimentação dos agentes, foge antes de ser pego.Logo ele se torna obcecado por salvar Iris, uma prostituta de apenas 12 anos de idade que via em sua rota. Ele então paga o cafetão da moça, como se quisesse ter relações sexuais com ela, para tentar convencê-la a deixar a prostituição e voltar para a casa dos pais. Iris, porém, não parece gostar da ideia, o que faz a raiva de Bickle aumentar, e também sua determinação de salvá-la, afastando-a de lá. Travis confronta o cafetão da moça, acabando por matá-lo a tiros. Atordoado, ele volta para seu apartamento, pega suas armas e volta para o prédio onde se encontravam Iris e um cliente. Travis não hesita em atirar, mas atrapalha-se e é baleado no pescoço, deixando cair sua arma, uma .44 Magnum. O cliente de Iris, raivoso, sai para ver o que está acontecendo, e acaba mortalmente ferido por Travis, que, por fim, gravemente ferido, aponta a arma contra a própria cabeça, mas ela já está descarregada. Exausto, perde a consciência em um sofá.
Quando a polícia chega, Bickle olha para eles, apontando o dedo como uma arma para a cabeça, e sorri. Os jornais retratam Bickle como um herói por ter salvo Iris. Ainda no hospital, ele recebe uma carta dos pais dela agradecendo profundamente por devolver-lhes a filha.

## Inspiração
Ele é inspirado em Arthur Bremer, que tentou assassinar o candidato à presidência George Wallace em 15 de Maio de 1972, e também por Lee Harvey Oswald, assassino do Presidente John Kennedy em 22 de Novembro de 1963.

## Resposta crítica e análise
Bickle é nomeado o 30º melhor vilão de todos os tempos na lista AFI's 100 Years... 100 Heroes and Villains[ligação inativa] e em 18º na Revista Empire magazine na lista "The 100 Greatest Movie Characters".
Taxi Driver, American Gigolo, Light Sleeper e The Walker compõem uma série de filmes do roteirista Paul Schrader, na qual os personagens evoluem como ele em cada filme. Quando estava na casa dos vinte anos, ele estava com raiva; aos trinta, era narcisista; aos quarenta, está angustiado.